# Землетрясения в Перу (2010)
Землетрясения в Перу 2010 года — ряд мощных землетрясений магнитудой до 6,1, произошедших в 2010 году в Перу.
Первое из них, магнитудой 6,0 произошло 19 мая 2010 года в 04:15:43 (UTC) в северном Перу, в 99,9 км к западу-юго-западу от района Барранка провинции Датем-дель-Мараньон. Гипоцентр землетрясения располагался на глубине 132,0 км.
Землетрясение ощущалось в населённых пунктах Перу: Багуа-Гранде, Чачапояс, Чота, Хаэн, Ля-Пека, Ламас, Кахамарка, Икитос, Хуанхуи, Мойобамба, Риоха, Соритор, Тарапото, Чиклайо, Пьюра, Трухильо, Лима и других населённых пунктах северного Перу. Подземные толчки ощущались также в Эквадоре: в Гуаякиль, Лоха и других населённых пунктах южного Эквадора.
В результате землетрясения сообщений о жертвах и пострадавших не поступало, экономический ущерб от землетрясения составил менее 0,26 млн долларов США.

## Повторные землетрясения
| - Карта сейсмической активности 23 мая 2010 года - Карта сейсмической активности 22 сентября 2010 года - Карта сейсмической активности 24 ноября 2010 года |

23 мая 2010 года в 22:46:52 (UTC) в центральной части Перу произошло землетрясение магнитудой 6,1. Эпицентр землетрясения находился в 62,2 км к югу от Аякучо. Гипоцентр землетрясения располагался на глубине 101,4 км.
Землетрясение ощущалось в населённых пунктах и регионах Перу: Аякучо, Абанкай, Андауайлас, Уанка-Санкос, Ика, Урубамба, Апуримак, Арекипа, Луриганчо-Чосика, Уанкайо, Писко, Барранка, Куско, Лима, Пуэрто-Мальдонадо. Подземные толчки ощущались на большой территории Перу, от Мокегуа до Трухильо.
В результате землетрясения сообщений о жертвах и разрушениях не поступало.
22 сентября 2010 года в 08:00:14 (UTC) в этом же регионе, на глубине 50,0 км произошло повторное землетрясение. Его эпицентр находился в 6,8 км к востоку-северо-востоку от Чинча-Альта. Подземные толчки ощущались в Чинча-Альта, Ика, Писко, Тамбо-де-Мора, Барранка, Лима, Чосика, Чилька, а также в таких районах провинции Каньете, как: Империал, Мала; в Рикардо-Пальма (провинция Уарочири), в Сан-Висенте-де-Каньете и районе Санта-Мария (провинция Уаура). Сообщений о жертвах и разрушениях не поступало. Экономический ущерб составил менее 0,26 млн долларов США.
24 ноября 2010 года в 22:08:34 (UTC) на глубине 37,5 км произошло землетрясение магнитудой 5,1. Эпицентр находился в 55,3 км к юго-западу от посёлка Чекка. Землетрясение ощущалось в провинции Эспинар. Сообщений о жертвах и разрушениях не поступало. Экономический ущерб составил менее 0,26 млн долларов США.

## Тектонические условия региона
Перуанско-Чилийский жёлоб простирается более чем на 7000 км, от тройника у южного побережья Чили до Панамской зоны разломов у южного побережья Панамы в Центральной Америке. Он образовался на границе между субдуцирующей плитой Наска и Южно-Американской плитой, где океаническая кора и литосфера плиты Наска начинают погружаться в мантию под Южной Америкой. Конвергенция, связанная с этим процессом субдукции, приводит к поднятию Андских гор и образованию активной вулканической цепи вдоль большей части этого фронта деформации. По сравнению с фиксированной Южно-Американской плитой плита Наска перемещается к северо-востоку со скоростью, варьирующейся от приблизительно 80 мм/год в южной её части до приблизительно 65 мм/год в северной части. Хотя скорость субдукции мало изменяется по всей дуге, существуют сложные изменения в геологических процессах вдоль этой зоны субдукции, которые резко влияют на вулканическую активность, деформацию земной коры и возникновение землетрясений по всей западной окраине Южной Америки.
Большинство сильных землетрясений в Южной Америке возникают в результате деформации земной коры и тектонических плит и ограничены малой глубиной от 0 до 70 км. Землетрясения в земной коре происходят в результате деформации и образования гор на доминирующей Южно-Американской плите и вызывают землетрясения глубиной около 50 км. Землетрясения между плитами происходят из-за проскальзывания вдоль границы погружения между плитой Наска и Южно-Американской плитой. Землетрясения между плитами в этом регионе нередки и часто бывают большими и происходят на глубине около 10—60 км. С 1900 года в этой зоне субдукции произошло множество землетрясений магнитудой 8 баллов или более, за которыми последовало разрушительное цунами, в том числе землетрясение магнитудой 9,5 в 1960 году на юге Чили, крупнейшее в мире землетрясение, зарегистрированное с помощью сейсмических инструментов. Другие известные цунамигенные землетрясения включают в себя землетрясение магнитудой 8,5 в 1906 году в районе Эсмеральдас (Эквадор), землетрясение магнитудой 8,5 в 1922 году в Кокимбо (Чили), землетрясение магнитудой 8,4 в Арекипе в 2001 году, землетрясение магнитудой 8,0 в 2007 году в Писко (Перу) и землетрясение магнитудой 8,8 в Мауле (Чили) 2010 года.
Крупные землетрясения средней глубины (те, которые происходят на глубине около 70—300 км) в Южной Америке относительно ограничены по размерам и пространственным масштабам и происходят в пределах плиты Наска в результате внутренней деформации внутри субдуцирующей плиты. Эти землетрясения, как правило, группируются на севере Чили и юго-западной Боливии, и в меньшей степени в районе северного Перу и южного Эквадора, с глубинами от 110 до 130 км. Большинство из этих землетрясений происходят в непосредственной близости от изгиба на береговой линии между Перу и Чили. Самым недавним сильным землетрясением средней глубины в этом регионе было землетрясение в Тарапака (Чили), в 2005 году.
Землетрясения также могут возникать на глубине более 600 км в результате продолжающейся внутренней деформации субдуцирующей плиты Наска. Глубокофокусные землетрясения в Южной Америке не наблюдаются на глубине от 300 до 500 км. Вместо этого глубокие землетрясения в этом регионе происходят на глубинах от 500 до 650 км и сосредоточены в двух зонах: одна, которая проходит под границей Перу—Бразилия, и другая, которая простирается от центральной Боливии до центральной Аргентины. Эти землетрясения, как правило, не проявляют больших магнитуд. Исключением является землетрясение 1994 года на северо-западе Боливии. Это землетрясение магнитудой 8,2 произошло на глубине 631 км, и было до недавнего времени крупнейшим глубоким землетрясением с инструментальной регистрацией. В мае 2013 года таковым стало землетрясение магнитудой 8,3 на глубине 610 км под Охотским морем (Россия).
Субдукция плиты Наска является геометрически сложной и влияет на геологию и сейсмичность западного края Южной Америки. Области средней глубины субдуцирующей плиты Наска можно разделить на пять секций в зависимости от их угла субдукции под Южно-Американскую плиту. Три сегмента характеризуются круто погружающейся субдукцией; другие два — почти горизонтальной субдукцией. Плита Наска под северным Эквадором, южным Перу, северным и южным Чили опускается в мантию под углами от 25 ° до 30 °. Тем временем плита под южным Эквадором, центральным Перу и под центральным Чили субдуцируется под небольшим углом, примерно 10 ° или менее. В этих областях субдукции «плоская» плита Наска движется горизонтально на протяжении нескольких сотен километров, прежде чем продолжить свое опускание в мантию, и затенена расширенной зоной сейсмичности земной коры вышележащей плиты Южной Америки. Хотя на Южно-Американской плите наблюдается цепь активного вулканизма, являющаяся результатом субдукции и частичного поглощения океанической литосферы Наска вдоль большей части дуги, эти области предполагаемой мелкой субдукции коррелируют с отсутствием вулканической активности.